# Eryngium amethystinodes
Eryngium amethystinodes là một loài thực vật có hoa trong họ Hoa tán. Loài này được Kuntze mô tả khoa học đầu tiên năm 1898.